# Steppeørn
Steppeørn (Aquila nipalensis) er en sydøsteuropæisk og asiatisk ørn. Den kan forvilde sig til Danmark på forlænget træk om foråret.